# Jorge Cuenca
Jorge Cuenca Barreno (* 17. November 1999 in Madrid) ist ein spanischer Fußballspieler, der beim englischen Erstligisten FC Fulham unter Vertrag steht.

## Karriere

### Verein
Cuenca stieß im Jahr 2015 zur Jugendmannschaft des AD Alcorcón. Sein Debüt in der Reservemannschaft in der Tercera División gab er am 12. Februar 2017 beim 1:0-Heimsieg gegen den FC Villanueva del Pardillo. Bereits einen Monat später kam er erstmals in der ersten Auswahl des Zweitligisten zum Einsatz, als er beim 0:0-Unentschieden gegen den FC Elche von Beginn am Platz stand. In der Saison 2016/17 wirkte er in fünf Ligaspielen in der ersten Mannschaft mit und war außerdem in acht Spielen der B-Mannschaft im Einsatz.
Am 18. Juli 2017 wechselte Jorge Cuenca für eine Ablösesumme in Höhe von 400.000 Euro in die B-Mannschaft des FC Barcelona, womit er in der zweithöchsten spanischen Liga verblieb. Sein erstes Spiel bestritt er am 25. September (6. Spieltag) bei der 1:2-Heimniederlage gegen den CD Lugo. In dieser Saison 2017/18 kam er in 23 Ligaspielen zum Einsatz und musste mit Barcelona B den Abstieg in die Drittklassigkeit hinnehmen.
Am 20. Oktober 2018 erzielte er beim 1:1-Unentschieden gegen den FC Villarreal B in der 96. Spielminute den Ausgleich und markierte damit sein erstes Tor im Profibereich. Elf Tage später gab er beim 1:0-Auswärtssieg in der Copa del Rey 2018/19 sein Debüt in der ersten Mannschaft. In dieser Spielzeit 2018/19 kam er in 28 Ligaspielen zum Einsatz, in denen er einmal traf. In der darauffolgenden Saison 2019/20 bestritt er 17 Ligaspiele, in denen ihm zwei Tore gelangen.
Am 21. September 2020 wechselte Cuenca für eine Ablösesumme in Höhe von 2,5 Millionen Euro zum Ligakonkurrenten FC Villarreal, wo er einen Fünfjahresvertrag unterzeichnete. Noch am selben Tag wurde er für die gesamte Saison 2020/21 an den Zweitligisten UD Almería ausgeliehen. Für Almería bestritt er 35 von 42 möglichen Ligaspielen, in denen er drei Tore schoss, sowie zwei Pokalspiele. Im Anschluss wurde er an den FC Getafe weiterverliehen. Dort bestritt er 32 von 35 möglichen Ligaspielen, in denen er ein Tor schoss.
In der Saison 2022/23 gehört er wieder zum Kader des FC Villarreal. Beim FC Villareal absolvierte er jede einzelne Spielminute in der UEFA Europa Conference League und wurde zu einem Schlüsselspieler in der Abwehr. Am 30. Oktober 2022 bestritt er sein erstes Ligaspiel für Villarreal.
In der La Liga festigte Cuenca seinen Platz in der Abwehr von Villarreal und verpasste nur wenige Spiele, als die Mannschaft den achten Platz in der Saison 2023/24 belegte und das Achtelfinale der Europa League erreichte.
Nach zwei souveränen Saisons in der Spanischen höchsten Fußballliga wechselte der Verteidiger in die Premier League. Er unterschrieb einen Vierjahresvertrag beim Londoner Erstligisten FC Fulham. Seine Ablösesumme belief auf 6,7 Millionen Euro.

### Nationalmannschaft
Von November 2017 bis März 2018 bestritt Cuenca sieben Spiele für die spanische U19-Nationalmannschaft.
Zwischen September 2019 und Juni 2021 spielte er für die U21. Bei der U-21 Europameisterschaft 2021 stand er bei allen fünf spanischen Spielen auf dem Platz.

## Erfolge
FC Barcelona U19
- UEFA Youth League: 2017/18